# Етјен Капу
Етјен Капу (фр. Étienne Capoue; Ниор, 11. јул 1988) је француски фудбалер, који тренутно игра за Виљареал.

## Трофеји

### Виљареал
- УЕФА Лига Европе (1) : 2020/21.